# Alessandro Lante Montefeltro della Rovere
Alessandro Lante Montefeltro della Rovere (né le 27 novembre 1762 à Rome, alors capitale des États pontificaux, et mort le 14 juillet 1818 à Bologne) est un cardinal italien du XIXe siècle.

## Biographie
Alessandro Lante Montefeltro della Rovere exerce diverses fonctions au sein de la Curie romaine, notamment comme trésorier général. 
Le pape Pie VII le crée cardinal lors du consistoire du 8 mars 1816. Le cardinal Lante est légat apostolique à Bologne.
Il est demi-frère du cardinal Antonio Lante (1816), l'arrière-neveu du cardinal Marcello Lante (1606) et le grand-neveu du cardinal Federico Marcello Lante (1743).

### Sources
- Fiche du cardinal Alessandro Lante Montefeltro della Rovere sur le site fiu.edu